# Sheridan Lake (Colorado)
Sheridan Lake es un pueblo ubicado en el condado de Kiowa, Colorado, Estados Unidos. Según el censo de 2020, tiene una población de 55 habitantes.

## Geografía
La localidad está ubicada en las coordenadas 38°28′0″N 102°17′40″O / 38.46667, -102.29444 (38.46671, -102.294399).

## Demografía
Según la Oficina del Censo, en 2000 los ingresos medios de los hogares de la localidad eran de $23,750 y los ingresos medios de las familias eran de $21,500. Los hombres tenían unos ingresos medios de $20,313 frente a $8,750 para las mujeres. Los ingresos per cápita para la localidad eran de $9,981. Alrededor del 3.4% de la población estaba por debajo del umbral de pobreza.
De acuerdo con la estimación 2016-2020 de la Oficina del Censo, los ingresos medios de los hogares y de las familias de la localidad son de $55,417. Alrededor del 11.4% de la población está por debajo del umbral de pobreza.